# Spiritually Uncontrolled Art
Spiritually Uncontrolled Art är det svenska death metal-bandet Liers in Waits första och enda EP, utgiven första gången 1992 på Dolores Recordings.
EP:n producerades av Tomas Skogsberg. Den spelades in och mixades i Sunlight Studios i oktober 1991. På albumet medverkar Mattias Gustavsson på bas, Hans Nilsson på trummor och keyboards, Kristian Wåhlin på gitarr och keyboards samt Christofer Johnsson på sång. Albumet utgavs första gången i Sverige 1992 av Dolores Recordings. År 1996 utgavs den på nytt i Sverige av Black Sun Records med ett nytt omslag. År 2004 utkom albumet i USA på Candlelight Records och i Storbritannien på Blackend. De två sistnämnda utgåvorna hade samma omslag som 1996 års version. Samtliga utgåvor har identisk låtlista.

## Låtlista
Där inte annat anges är låtarna skrivna av Kristian Wåhlin.
1. "Overlord" – 3:46
2. "Bleeding Shrines of Stone" – 3:00
3. "Maleficent Dreamvoid"	– 4:37
4. "Liers in Wait" – 4:06
5. "Gateways (Instrumental)" (Hans Nilsson) – 1:34

## Medverkande
- Mattias Gustavsson – bas
- Christofer Johnsson – sång
- Hans Nilsson – trummor, keyboards
- Tomas Skogsberg – producent
- Kristian Wåhlin – gitarr, keyboards